# Łęczyca
Łęczyca (ebraică לונטשיץ) este un oraș în Polonia.

## Personalități născute aici
- Michał Pietrzak (n. 1989), atlet.